# Ян Перось
Ян Людвік Перось (пол. Jan Ludwik Peroś, 1867 — 2 квітня 1932) — польський архітектор.

## Біографія
Народився 1867 року в Миколаєві. Закінчив будівельний факультет Львівської політехніки у 1884—1889 роках. Кілька років працював у Львові. Протягом 1894—1900 років обіймав посаду головного архітектора Нового Сонча. Взяв участь у відбудові міста після пожежі 1894 року. 1900 року переїхав до Кракова. Член міської ради. Віце-президент краківської Торгівельно-промислової палати і президент Будівельної палати. Член журі конкурсу проектів регуляції забудови Кракова (1910), фасадів Національного музею на Вавелі (1912), проектів регуляції вулиці Вольської у Кракові (1914). Помер 2 квітня 1932 року. Похований у Кракові на Раковицькому цвинтарі, поле № 56.
Проекти в Новому Сончі
- Будинок на вулиці Ягеллонській, 5. Проект 1895 року. Приписується.[7]
- Будинок на вулиці Ягеллонській, 22. Проект від 1908 року у стилі пізнього історизму з елементами модерну, реалізовано у 1909-му із дещо спрощеними деталями фасаду.[8]
- Вілла «Марія» на вулиці Ягеллонській, 60. Збудовна у стилі історизму у 1905—1906 роках.[9]
- Будинок староства на вулиці Ягеллонській, 33/35. Проект 1905 року, споруджений до 1907-го, початково як двоповерховий. Керували будівництвом Юзеф Костанський і Януш Равич Недзялковський. Внаслідок пізніших перебудов значною мірою втратив зовнішній архітектурний вистрій.[10]
- Ратуша. Скульптурне оздоблення інтер'єрів виконав Станіслав Вуйцик.[11]
- Будинки № 3 і 5 на вулиці Конарського.
- Будинок на площі Ринок, 25.
- Будинок школи № 2 на вулиці Длугоша, 2. Погруддя на фасаді виконав Станіслав Вуйцик.[11]
- Вілла «Софія» на вулиці Матейка, 57.
- Вілла Єжи Яноша на вулиці Длугоша, 57.

Проекти в інших населених пунктах
- Фонтан експозиції фірми Франців на Будівельній виставці 1892 року у Львові. Скульптор Едмунд Плішевський.[12]
- Вілла Юзефи Франц у Львові на вулиці Коновальця, 47 (1892—1893). Скульптурне оздоблення ймовірно Едмунда Плішевського.[12] Проект експонувався у Львові на будівельній виставці 1892 року.[13]
- Павільйони Крайової виставки 1894 року у Львові: Качинського і Волінського, павільйон міста Велички, оранжерея, «Арабська кав'ярня» і т. зв. «Акваріум»[14].
- Житловий будинок на нинішній вулиці Лесі Українки, 15 у Львові (1894)[15].
- Проект акваріума і рибацького павільйону для Виставки рибацької у Кракові (1894)[16].
- Будинок Ощадної каси у Ряшеві на розі вулиць 3 Травня, Любомирських і Замкової.
- Будинок Ощадної каси у Яслі.